# خوزه اورلیو گی
خوزه اورلیو گی (انگلیسی: José Aurelio Gay؛ زادهٔ ۱۰ دسامبر ۱۹۶۵) بازیکن فوتبال اهل اسپانیا است.
از باشگاه‌هایی که در آن بازی کرده‌است می‌توان به باشگاه فوتبال اسپانیول، باشگاه فوتبال رئال ساراگوسا، باشگاه فوتبال رئال مادرید، باشگاه فوتبال رئال اویدو، و باشگاه فوتبال رئال مادرید کاستیا اشاره کرد.
وی همچنین در تیم‌های ملی فوتبال زیر ۱۸ سال اسپانیا، زیر ۱۹ سال اسپانیا، زیر ۲۰ سال اسپانیا، و زیر ۲۱ سال اسپانیا بازی کرده‌است.